# ビル経営管理士
ビル経営管理士（ビルけいえいかんりし、英称:Certified Building Administrator、略称:CBA）は、ビルのプロパティ・マネジメントを担当する際に、一定の能力を有していることを証する為に行われている試験。

## 概要
ビル経営・管理の為に必要な計画立案能力、テナントに対し、不動産に関する各種契約交渉、賃料回収等を行う能力、建物の維持保全に必要な知識等が問われる。1991年に創設され、2007年で2,147名が登録されている。
財団法人日本ビルヂング経営センターが実施する民間資格だが、不動産コンサルティング技能登録者、不動産証券化協会認定マスターと同様、国土交通大臣認定資格であり、以下の法律で特定の位置付けがある。
- 不動産特定共同事業法の業務管理者の要件
- 総合不動産投資顧問業登録の人的要件
- 金融商品取引法の不動産関連特定投資運用業登録の要件

## ビル経営管理講座・ビル経営管理主任との関係
試験とは別個に開催されるビル経営管理講座を修了すると、ビル経営管理士の試験科目の内、総合記述の試験が免除され、試験科目3科目それぞれに10点加点される。また、ビル経営管理士資格申込時に必要な登録要件の実務経験として加算される。
更に、ビル経営管理講座を修了すると、ビル経営管理主任（Affiilated Building Manager略称：ABM）の資格が得られ、ビル経営管理士会への入会が可能となる。

## 類似名称の資格
俗にビル管、ビル管理技術者、ビル管理士などと呼ばれる建築物環境衛生管理技術者とビル経営管理士が混同されることがあるが、別の資格である。

## 過去の試験実施結果
- 平成18年度　受験申込者数：397名、受験者数：342名、合格者数：225名（男性：217名、女性：8名）、合格率：65.8%、平均年齢：37.6歳
- 平成19年度　受験申込者数：770名、受験者数：698名、合格者数：482名（男性：455名、女性：27名）、合格率：69.1%、平均年齢：40.1歳
- 平成20年度　受験申込者数：715名、受験者数：641名、合格者数：448名（男性：412名、女性：36名）、合格率：69.9%、平均年齢：38.2歳
- 平成21年度　受験申込者数：698名、受験者数：630名、合格者数：432名（男性：397名、女性：35名）、合格率：68.6%、平均年齢：39.4歳
- 平成22年度　受験申込者数：600名、受験者数：544名、合格者数：390名（男性：363名、女性：27名）、合格率：71.7%、平均年齢：38.4歳

## 関連資格
- 宅地建物取引士
- 不動産鑑定士
- 不動産コンサルティング技能登録者
- 不動産証券化協会認定マスター
- 日本の不動産に関する資格一覧